# Chặng đua GP Bồ Đào Nha 2020
Chặng đua GP Bồ Đào Nha 2020 (tên chính thức là Formula 1 Heineken Grande Prémio de Portugal 2020) là chặng đua thứ 12 của Giải đua xe Công thức 1 2020. Chặng đua diễn ra từ ngày 23 đến 25 tháng 10 năm 2020 tại trường đua Algarve International Circuit, Bồ Đào Nha. Người chiến thắng là Lewis Hamilton của đội đua Mercedes, chiến thắng này giúp cho Hamilton chính thức độc chiếm kỷ lục tay đua có nhiều chiến thắng nhất trong lịch sử.

## Bối cảnh
Chặng đua GP Bồ Đào Nha 2020 là chặng đua được bổ sung vào lịch thi đấu sau khi nhiều chặng đua bị hủy vì đại dịch Covid-19.

## Diễn biến chính
Lewis Hamilton giành pole và giữ được vị trí dẫn đầu sau pha xuất phát.
Lúc này trời đang có mưa nhỏ nhưng ất cả các tay đua vẫn quyết định sử dụng loại lốp trơn khiến cho họ gặp rất nhiều khó khăn để có thể giữ chiếc xe thăng bằng trên đường ướt. Carlos Sainz jr là tay đua thi đấu tốt nhất trong điều kiện thi đấu này khi anh bất ngờ vượt lên dẫn đầu.
Chỉ khoảng 10 vòng thì trời hết mưa và trật tự dần trở về như cũ, các tay đua mạnh mau chóng vượt Sainz để lấy lại vị trí của mình. Thứ tự dẫn đầu lần lượt là Valtteri Bottas, Hamilton và Max Verstapppen. Đến vòng 15, Hamilton vượt Bottas, từ đó anh liên tục gia tăng khoảng cách và giành chiến thắng áp đảo.
Chiến thắng này giúp cho Hamilton nâng số lần chiến thắng lên thành 92, chính thức vượt qua con số 91 của huyền thoại Michael Schumacher. Trên BXH tổng, Hamilton cũng vững vàng ở ngôi đầu bảng với 256 điểm.

## Kết quả
| Stt                                                        | Số xe | Tay đua            | Đội đua                   | Lap | Thời gian        | Xuất phát | Điểm |
| ---------------------------------------------------------- | ----- | ------------------ | ------------------------- | --- | ---------------- | --------- | ---- |
| 1                                                          | 44    | Lewis Hamilton     | Mercedes                  | 66  | 1:29:56.828      | 1         | 26   |
| 2                                                          | 77    | Valtteri Bottas    | Mercedes                  | 66  | +25.592          | 2         | 18   |
| 3                                                          | 33    | Max Verstappen     | Red Bull Racing-Honda     | 66  | +34.508          | 3         | 15   |
| 4                                                          | 16    | Charles Leclerc    | Ferrari                   | 66  | +1:05.312        | 4         | 12   |
| 5                                                          | 10    | Pierre Gasly       | AlphaTauri-Honda          | 65  | +1 lap           | 9         | 10   |
| 6                                                          | 55    | Carlos Sainz Jr.   | McLaren-Renault           | 65  | +1 lap           | 7         | 8    |
| 7                                                          | 11    | Sergio Pérez       | Racing Point-BWT Mercedes | 65  | +1 lap           | 5         | 6    |
| 8                                                          | 31    | Esteban Ocon       | Renault                   | 65  | +1 lap           | 11        | 4    |
| 9                                                          | 3     | Daniel Ricciardo   | Renault                   | 65  | +1 lap           | 10        | 2    |
| 10                                                         | 5     | Sebastian Vettel   | Ferrari                   | 65  | +1 lap           | 15        | 1    |
| 11                                                         | 7     | Kimi Räikkönen     | Alfa Romeo Racing-Ferrari | 65  | +1 lap           | 16        |      |
| 12                                                         | 23    | Alexander Albon    | Red Bull Racing-Honda     | 65  | +1 lap           | 6         |      |
| 13                                                         | 4     | Lando Norris       | McLaren-Renault           | 65  | +1 lap           | 8         |      |
| 14                                                         | 63    | George Russell     | Williams-Mercedes         | 65  | +1 lap           | 14        |      |
| 15                                                         | 99    | Antonio Giovinazzi | Alfa Romeo Racing-Ferrari | 65  | +1 lap           | 17        |      |
| 16                                                         | 20    | Kevin Magnussen    | Haas-Ferrari              | 65  | +1 lap           | 19        |      |
| 17                                                         | 8     | Romain Grosjean    | Haas-Ferrari              | 65  | +1 lap           | 18        |      |
| 18                                                         | 6     | Nicholas Latifi    | Williams-Mercedes         | 64  | +2 laps          | 20        |      |
| 19                                                         | 26    | Daniil Kvyat       | AlphaTauri-Honda          | 64  | +2 laps          | 13        |      |
| Ret                                                        | 18    | Lance Stroll       | Racing Point-BWT Mercedes | 51  | Collision damage | 12        |      |
| Fastest lap: Lewis Hamilton (Mercedes) – 1:18.750 (lap 63) |       |                    |                           |     |                  |           |      |

Nguồn: Trang chủ Formula1